# Дом здравља „Др Јован Рашковић” Мркоњић Град
Дом здравља „Др Јован Рашковић” Мркоњић Град је јавна установа у државној својини и здравствени центар у  Мркоњић Граду, који се налази у улици Јована Рашковића бб. Назив је добио по доктору Јовану Рашковићу.

## Историја
Дом здравља „Др Јован Рашковић” Мркоњић Град је основан Одлуком Скупштине општине Мркоњић Град 19. августа 1994. године, уписан је у Регистар Окружног привредног суда у Бања Луци 1. новембра 2012. године и у Регистар здравствених установа 24. јула 2014. године.
Дом здравља „Др Јован Рашковић” обавља послове здравствене заштите као професионалну медицинску делатност по моделу породичне медицине. Тренутно садрже 95 радника који су распоређени у службама Породичне медицине, амбуланте за специјалистичке консултације педијатрије и гинекологије, Хигијенско епидемиолошке, Хитне медицинске помоћи и транспорт возилима хитне медицинске помоћи, Стоматолошке службе: дечија, превентивна и општа, Лабораторијске дијагностике, Радиоизотопни термоелектрични генератор и ултразвучне дијагностике, Центра за заштиту менталног здравља, Породилиште, Правне, кадровске и опште послове, Економско финансијске послове и техничка служба и Увођење, праћење и побољшање квалитета и сигурности здравствених услуга.
Пацијентима пружа и услуге секундарног нивоа здравствене заштите, услуге консултативно–специјалистичке здравствене заштите из области пнеумофтизиологије, хирургије, ортопедије и неурологије, као и услуге превоза пацијената санитетским возилом у болницу у медицински индикованим случајевима и превоз пацијената на хемодијализу.